# Büsra Barut
Büsra Barut (født 20. maj 1997) er en dansk/tyrkisk professionel fodboldspiller, der spiller for FC Nordsjælland i den danske Gjensidige Kvindeliga og for Tyrkiets kvindefodboldlandshold.

## Meritter

### Klub
Brøndby IF
Elitedivisionen 
- Sølv : 2018

Sydbank Pokalen 
- Guld : 2018